# Pardosa dorsalis
Pardosa dorsalis este o specie de păianjeni din genul Pardosa, familia Lycosidae, descrisă de Banks, 1894. Conform Catalogue of Life specia Pardosa dorsalis nu are subspecii cunoscute.